# 테드 댄슨
테드 댄슨(Ted Danson, 1947년 12월 29일 ~ )은 미국의 배우, 제작자, 활동가이다. 텔레비전 영화 《Something About Amelia》(1984)로 1985년 제42회 골든 글로브상 미니시리즈 · 텔레비전 영화 부문 남우주연상을 수상했다.
시트콤 《치어스》(1982-93)로 골든 글로브상 텔레비전 시리즈 뮤지컬 · 코미디 부문 남우주연상 후보에 8번 오르고 그중 2번 수상했으며, 프라임타임 에미상 코미디 시리즈 부문 남우주연상 후보에 1983년부터 1993년까지 총 11번 연속 후보로 올라 그중 2번 수상했다. 드라마 《굿 플레이스》(2016-20)로 2018년 제23회 크리틱스 초이스 텔레비전상 코미디 시리즈 부문 남우주연상을 받았다.

## 출연 작품

### 영화
- 보디 히트 (1981)
- 크립쇼 (1982)
- Something About Amelia (1984)
- 뉴욕 세 남자와 아기 (1987)
  - 세 남자와 아기 2 (1990)
- 결혼의 조건 (1988)
- 아버지의 황혼 (1989)
- 메이드 인 아메리카 (1993)
- 아빠와 한판승 (1994)
- 해피 투어 (1994)
- 홈그라운 (1998)
- 라이언 일병 구하기 (1998)
- 멈포드 (1999)
- 매드 머니 (2008)
- 휴먼 컨트랙트 (2008)
- 빅 미라클 (2012)
- 19곰 테드 (2012)
- 더 원 아이 러브 (2014)

### 텔레비전
- 어메이징 스파이더맨 (1979)
- 매그넘 P.I. (1981)
- 택시 (1982)
- 치어스 (1982-93)
- 새터데이 나이트 라이브 (1989) - 진행
- 심슨 가족 (1994)
- 프레이저 (1995)
- 베커 (1998-2004)
- 닥터 슬론 (1999)
- 커브 유어 엔수지애즘 (2000-현재)
- 대미지 (2007-10)
- 킹 오브 더 힐 (2008) - 목소리
- CSI: 과학수사대 (2011-15)
- CSI: 뉴욕 (2013)
- CSI: 사이버 (2015-16)
- 파고 (2015)
- 아메리칸 대드! (2016-20) - 목소리
- 굿 플레이스 (2016-20)
- 오빌 (2019)